# Pastiš
Pastiš (z francouzského pastiche) je napodobenina jiného uměleckého díla (literárního, hudebního, filmového, výtvarného).

## Příklady
Známé příklady pastišů v literatuře:
- Arthur Conan Doyle napsal 4 romány a 56 povídek o detektivu Sherlocku Holmesovi. Autory holmesovských pastišů jsou jeho syn Adrian Conan Doyle spolu s Johnem D. Carrem, dále Nicholas Meyer, Loren D. Estleman, Larry Millett, Sam North, nebo čeští autoři Rudolf Čechura, Martin Petiška (pod pseudonymem Martin P. Edwards) a Petr Macek (pod pseudonymem Mackenzie Peterson).
- Autorem Švejkových pastišů je Karel Vaněk, který dokončil Haškův čtvrtý díl Osudů dobrého vojáka Švejka za světové války a napsal další pokračování.
- Robert E. Howard je původním autorem fantasy příběhů Barbara Conana. Pastiše zpracovala celá řada autorů, např. Poul Anderson, Lyon Sprague de Camp, Robert Jordan nebo také český spisovatel fantastiky Leonard Medek.